# دوامة النمل

صورة توضح دوامة النمل.

دوامة النمل أو طاحونة النمل (بالإنجليزية: Ant Mill) أو دوامة الموت (بالإنجليزية: Death Spiral) هي ظاهرة مرئية تحدث في جماعات النمل العسكري، عندما تنفصل عن بحث المؤن وتفقد مسار فرموناتها الخاص بسربها فتبدأ باتباع بعضها بعضاً مشكِّلَةً بذلك مساراً دائرياً مستمراً تستمر فيه الجماعات بالدوران حتى يؤدي ذلك بالنهاية إلى موت النمل جوعاً وكذلك نتيجةً لإرهاقه.

جُرِّبت هذه الظاهرة في المختبرات وفي مستعمرات النمل وأنشأت منها نماذج. هذه الظاهرة هي نتيجة جانبية لـنظام الترتيب الذاتي لمستعمرات النمل. حيث أن كل نملة تتتبع النملة التي أمامها ويستمر ذلك حتى يحدث خلل يؤدي إلى تشكل دوامه النمل. تمت مشاهده دوامه النمل لأول مره من قبل وليم بيبي عام 1921م الذي شاهد دوامة محيطها 365.75 متراً تستغرق النملة الواحدة فيها ساعتين ونصف لتدور خلالها. لوحظت ظواهر مشابهة لهذه الظاهرة في بعض أنواع الحشرات والأسماك.

## وصلات خارجية
- مقاطع فيديو عن دوامه النمل: